# Hans Holbein de Jonge
Hans Holbein de Jonge (Augsburg, 1497/98 – Londen, oktober/november 1543) was een kunstschilder die werkte in de stijl van de Noordelijke renaissance. Holbein werd geboren in Augsburg in Beieren, in een familie van kunstschilders, onder wie zijn vader Hans Holbein de Oude (circa 1465-1524) en zijn oom Sigismund Holbein (overleden in 1540).

## Levensbeschrijving

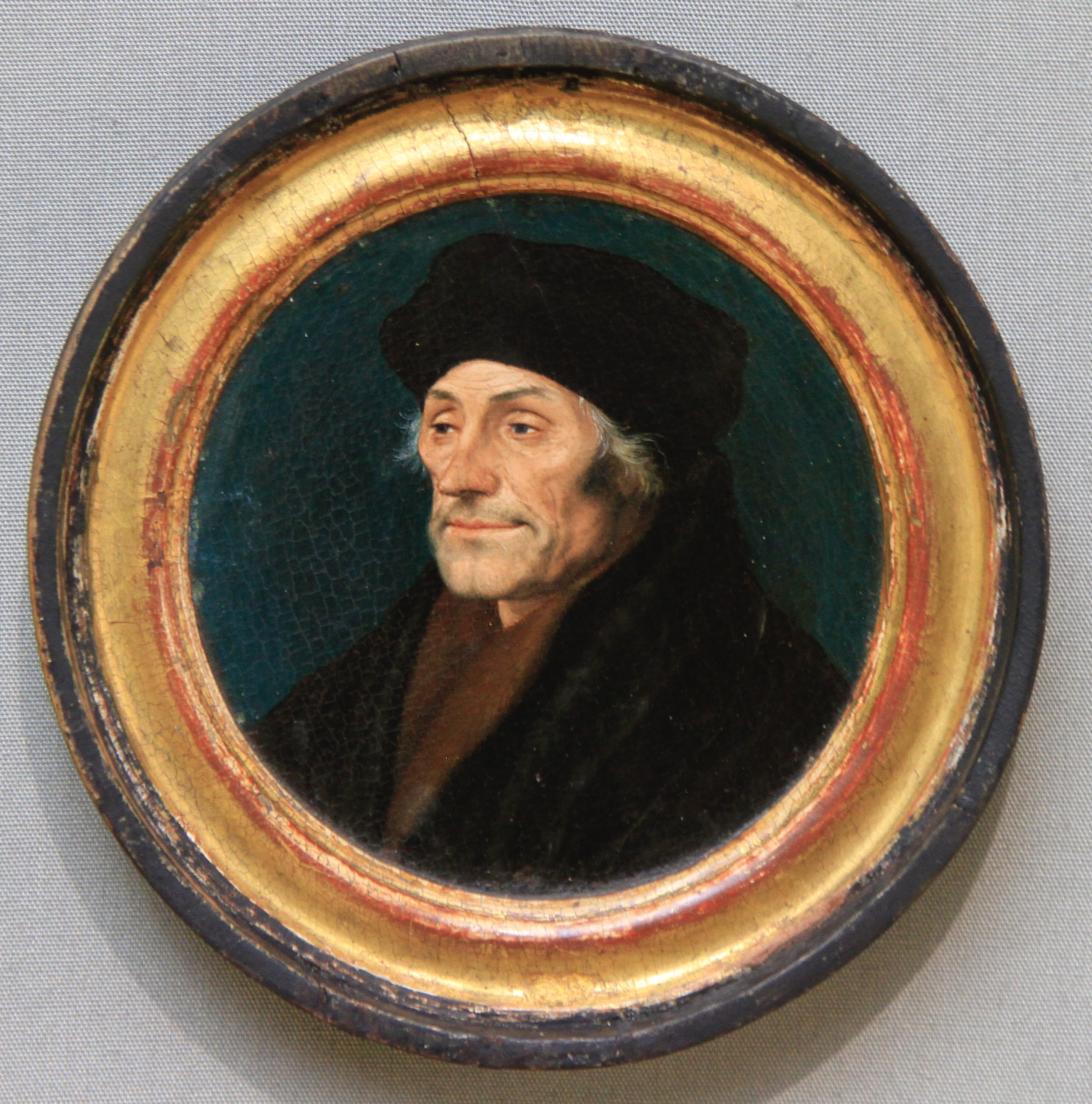
Portret van Erasmus, 1532, Kunstmuseum Basel

Holbein leerde de schilderkunst van zijn vader. Hij verhuisde met zijn broer Ambrosius Holbein naar Bazel waar hij al in 1519 lid werd van het schildersgilde. Hij ontmoette veel geleerden, onder wie de Nederlandse humanist Erasmus, die eveneens in Bazel woonde en met wie hij bevriend raakte. Holbein maakte pentekeningen in de marge van een uitgave van Erasmus' Lof der Zotheid, die in 1515 door de drukker Froben in Bazel was uitgegeven. In 1523 portretteerde Holbein zijn vriend Erasmus. Ook ontmoette Holbein hier de drukker Johann Amerbach.
In 1519 huwde Holbein met Elsbeth Binzenstock, bij wie hij vier kinderen kreeg, twee dochters - Katharina en Küngold - en twee zoons - Philip en Jakob. Tijdens zijn verblijf in Engeland bezocht Holbein zijn gezin echter nog maar een keer. Uit het testament van Holbein blijkt dat hij in Londen twee buitenechtelijke kinderen had verwekt.
De kantlijn-illustraties die Holbein maakte in een exemplaar van De lof der Zotheid uit 1515 voor de humanistische onderwijzer Oswald Geisshüsler (ook bekend als Myconius of Molitor) waren niet voor publicatie bedoeld; pas vanaf 1676 zijn etsen en gravures naar deze tekeningen als boekillustratie gebruikt. Holbein illustreerde wel andere boeken, waarbij hij onder andere een bijdrage leverde aan de Bijbelvertaling van Maarten Luther. Ook ontwierp hij gebrandschilderde ramen. Het beroemdst is Holbein echter geworden door zijn portretten.
De onrust die de reformatie met zich meebracht maakte het moeilijk voor Holbein om zichzelf te onderhouden als kunstenaar in Bazel. De opdrachten van de Rooms-Katholieke Kerk verminderden sterk in deze periode. Daarom maakte Holbein een reis via Antwerpen (waar hij de stadsklerk Pieter Gillis bezocht) naar Londen. Daar kwam hij dankzij de aanbeveling van Erasmus in contact met Thomas More. Eerder reisde Holbein ook naar Frankrijk en Italië.
Rond 1530 schilderde hij een serie portretten van kooplieden uit de Stalhof (Steelyard), een hanzekantoor in Londen. Dit was een dusdanig succes dat men voor de hal twee schilderijen bestelde, Triumphzug des Reichtums en Triumphzug der Armut. Deze gingen verloren tijdens een brand, maar kopieën hangen in het Ashmolean Museum in Oxford. Deze schilderijen werden door de handelaars vaak teruggestuurd naar de familie in Duitsland.
Thomas More introduceerde Holbein aan het Engelse hof. Korte tijd ging Holbein terug naar Bazel. Hij nam daar het hervormde geloof aan, maar maakte ook een beeldenstorm en een burgeroorlog mee. Holbein ging terug naar Engeland, waar hij in 1536 werd aangesteld als hofschilder van Hendrik VIII, hoewel zijn beschermer Thomas More inmiddels in ongenade was gevallen. Hij schilderde aan het hof niet alleen portretten van de koning en de koningin Jane Seymour (rond 1536) en van vele rijke hovelingen, maar ontwierp ook staatsiegewaden voor de koning.
Nadat de meeste geliefde vrouw van Hendrik VIII, Jane Seymour, was overleden, schilderde Holbein Anna van Kleef gedurende de onderhandelingen voor een nieuw huwelijk van de koning. Dit was een gebruikelijke praktijk in deze eeuwen voor de uitvinding van de fotografie. De koning vond het portret, nadat het huwelijk gesloten was, echter veel te flatteus uitgevoerd.
Holbein overleed in 1543 aan de pest.

## Werk

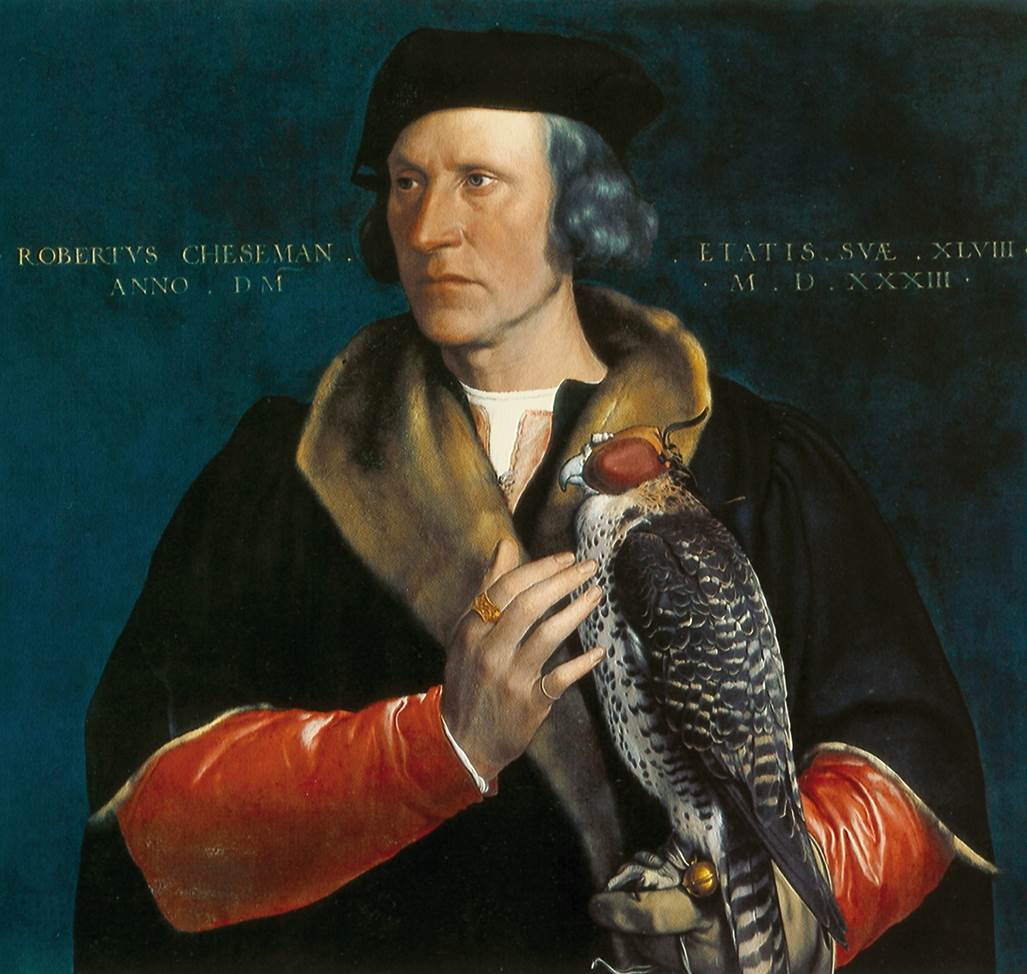
Portret van Robert Cheseman (1485-1547), 1533, olieverf op paneel, 58,8 × 62,8 cm., Mauritshuis, Den Haag

Oorspronkelijk schilderde Holbein religieuze onderwerpen. Een groot aantal van deze werken is bij de Zwitserse beeldenstorm van februari 1529 verloren gegaan. Veel van de portretten zijn echter wel bewaard gebleven. Omstreeks 1535 begon Holbein ook miniaturen te schilderen. Deze kunst leerde hij van de Vlaamse kunstenaar Lucas Horenbout.
Voor het schilderen van een portret maakte Holbein eerst een zeer gedetailleerde tekening, met potlood, inkt (met pen of penseel) en gekleurd krijt. De omtrek van deze tekeningen bracht hij door er gaatjes in te prikken over op het doek. Door de gaatjes stoof hij houtskoolpoeder. Wellicht gebruikte hij daarvoor een tussensjabloon. Later trok hij de tekening over met behulp van aan een zijde zwart gemaakt papier, een soort carbonpapier. De schilderijen hebben door deze manier van werken exact dezelfde schaal als de tekening, en wijken slechts zelden af van het ontwerp. Op de tekening schreef Holbein soms aanwijzingen voor later, zoals de kleur en het soort stof van de kleding.
De originele tekeningen zijn zeer fraai en worden tegenwoordig als zelfstandige kunstwerken beschouwd. Op de tekeningen is alleen het gezicht zeer gedetailleerd weergegeven. De kleding is slechts schematisch aangeduid, hoewel mutsen en hoeden vaak weer wel precies zijn getekend. Opvallend is dat de handen ontbreken, die op de schilderijen echter altijd wel geschilderd zijn, en vaak een symboliek aanduiden.
De portretten zijn met zeer veel aandacht voor details geschilderd. Een beeldende achtergrond ontbreekt meestal, want Holbein maakte de achtergrond vaak egaal blauw. De personen lijken - voor die tijd - zeer levensecht, onder andere doordat Holbein enigszins van de sfumato-techniek gebruikmaakt, maar ook doordat ze uitermate realistisch geschilderd zijn, met alle details van het werkelijke gelaat, rimpels niet uitgezonderd.
Het bont en de stoffen van de kleding hebben een zeer levensechte stofuitdrukking. Vaak gebruikte Holbein echt goud of zilver in zijn schilderijen.
De grootste kracht van Holbein was echter dat hij met groot psychologisch inzicht de essentie van de persoon wist weer te geven.

## Galerij

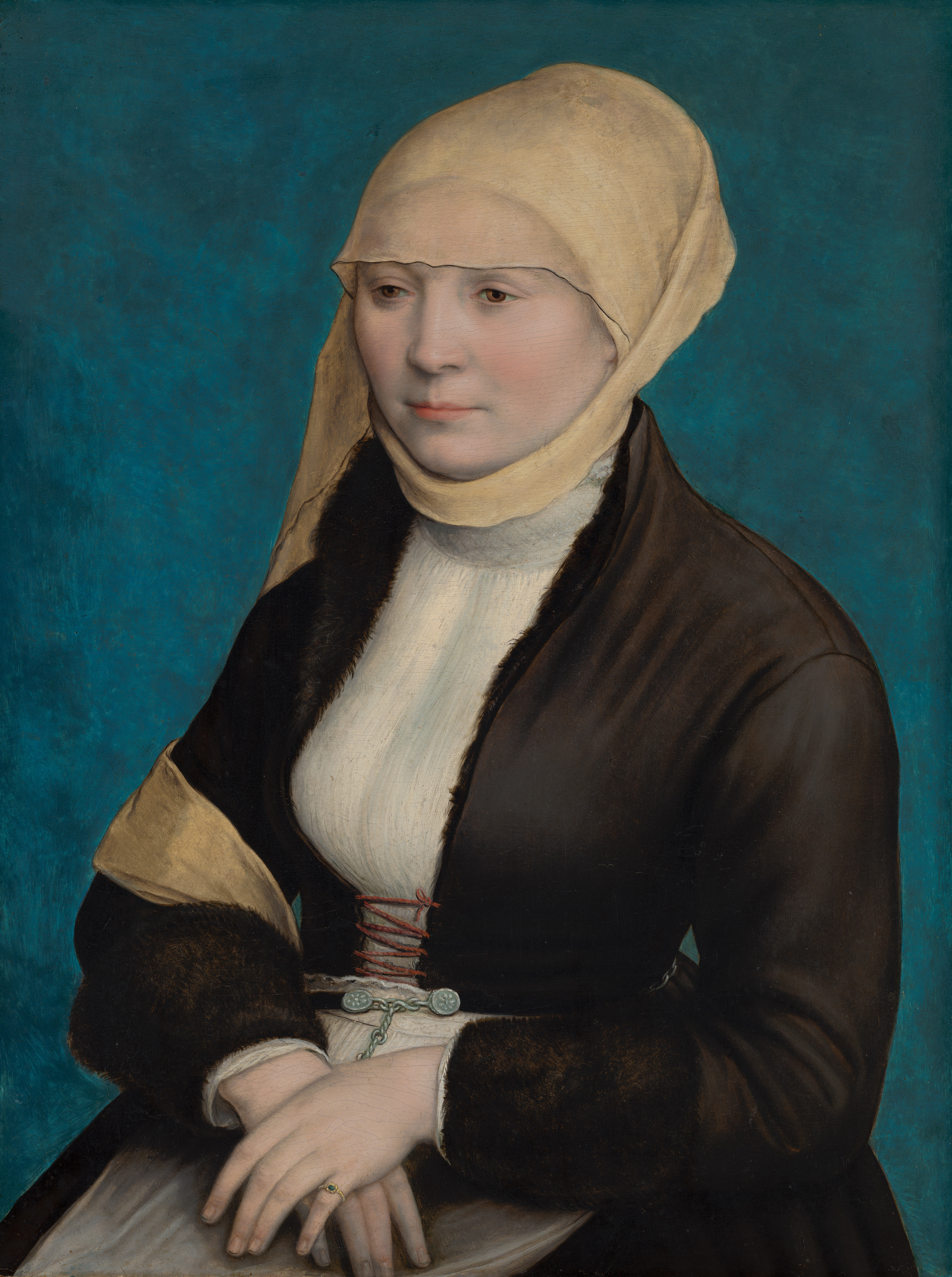
Portret van een Zuidduitse vrouw, c. 1520 - 1525, Mauritshuis, Den Haag
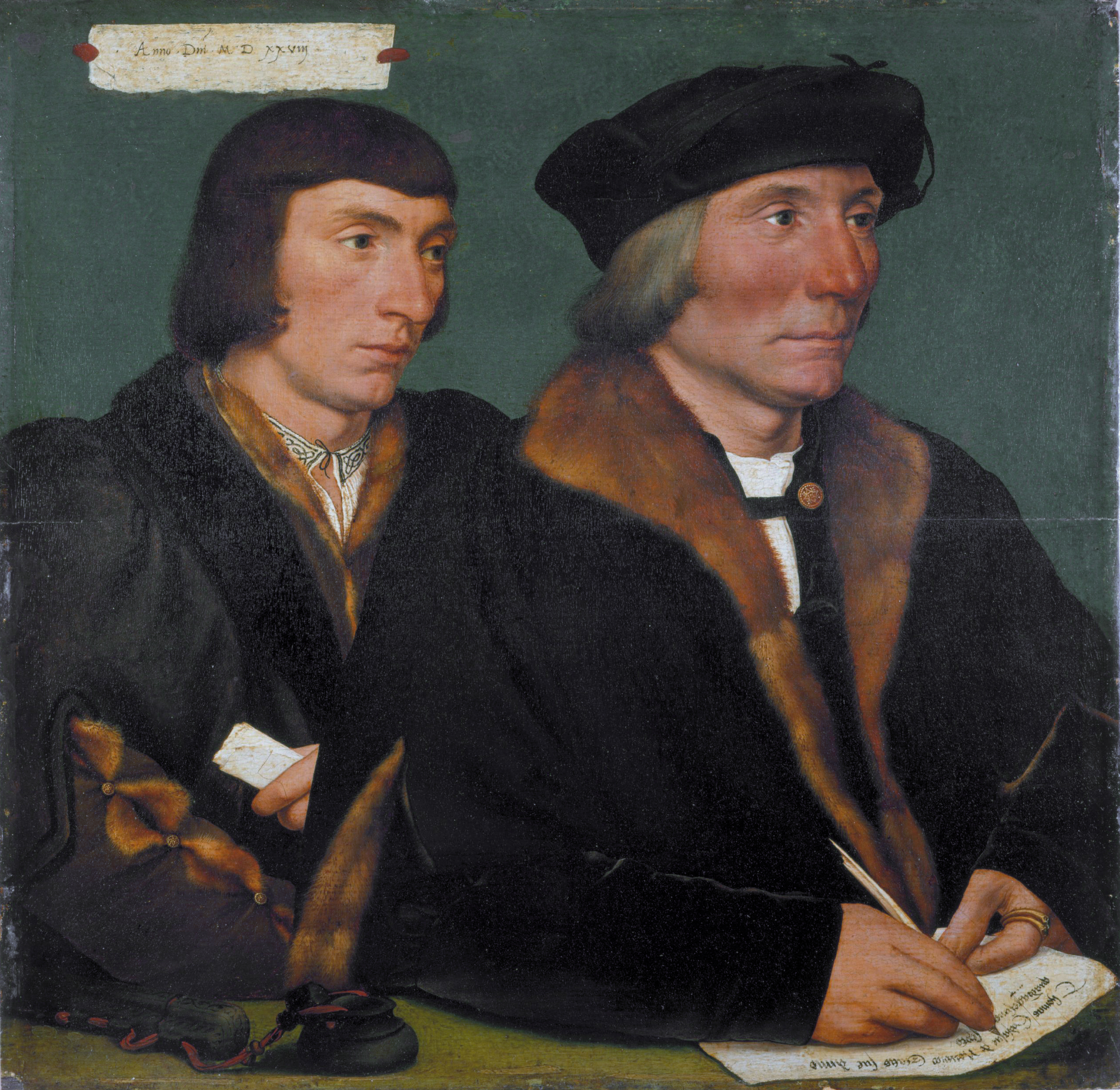
Thomas Godsalve en zijn zoon Sir John, 1528, Staatliche Kunstsammlungen Dresden
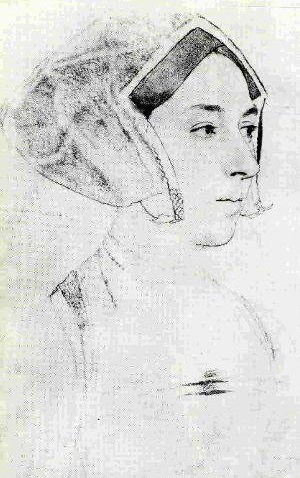
Tekening van Anna Boleyn (er is geen schilderij van deze tekening bekend), ca. 1532-1535, British Museum, Londen
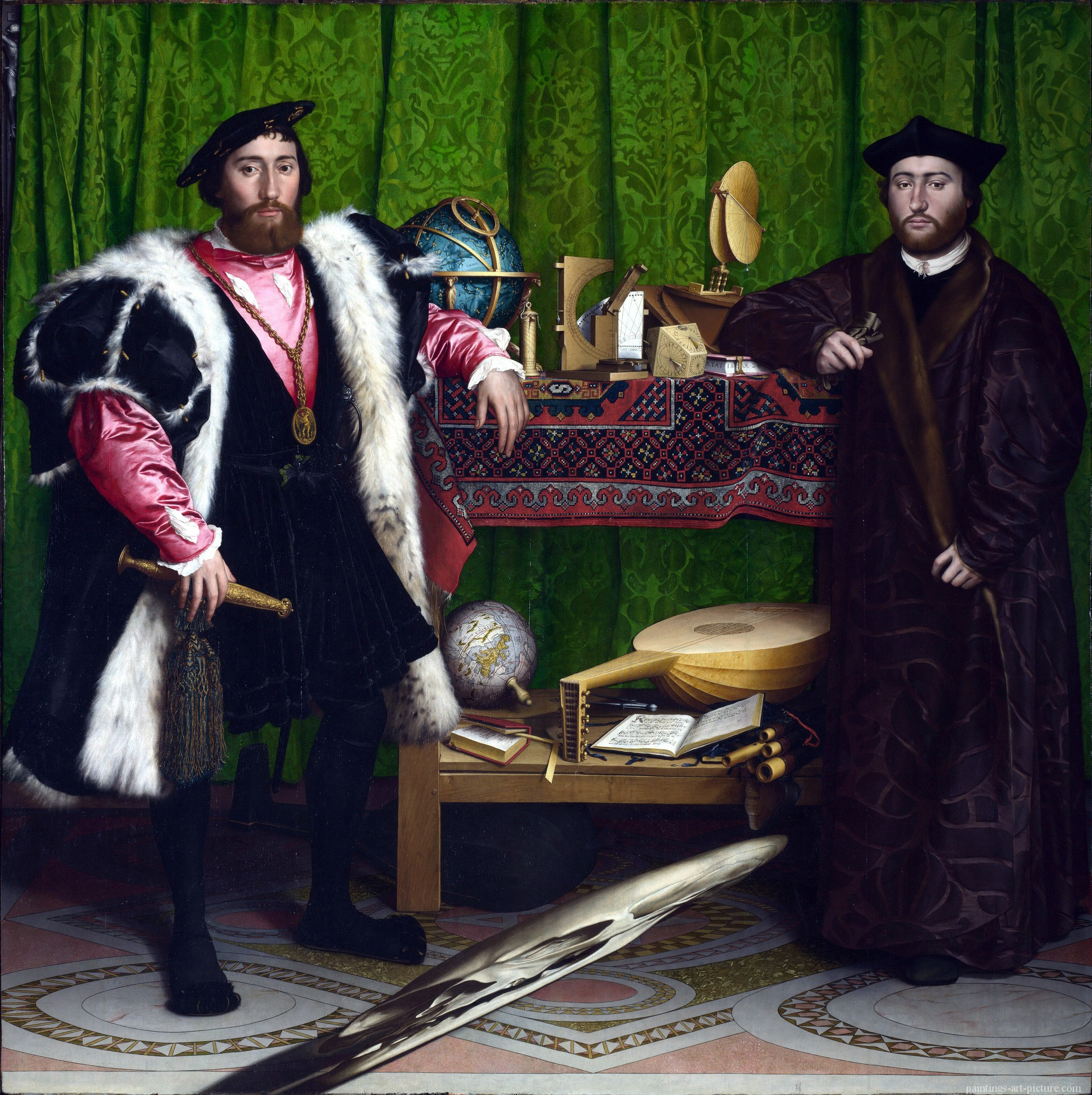
De ambassadeurs, 1533, National Gallery, Londen
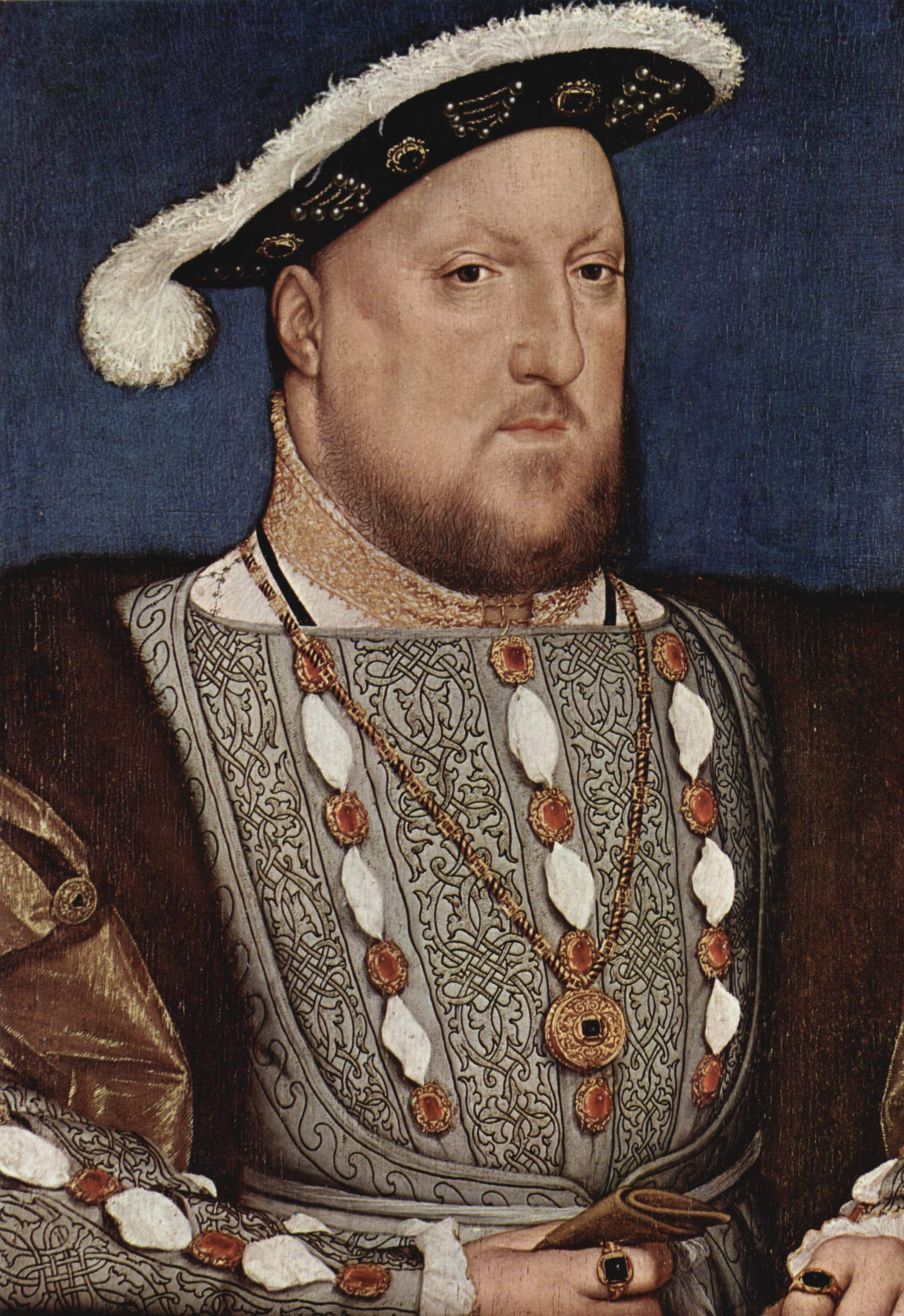
Portret van Hendrik VIII, 1536-1537, tempera op hout. Waarschijnlijk pendant van portret van Jane Seymour, zijn derde vrouw, Museo Thyssen-Bornemisza, Madrid
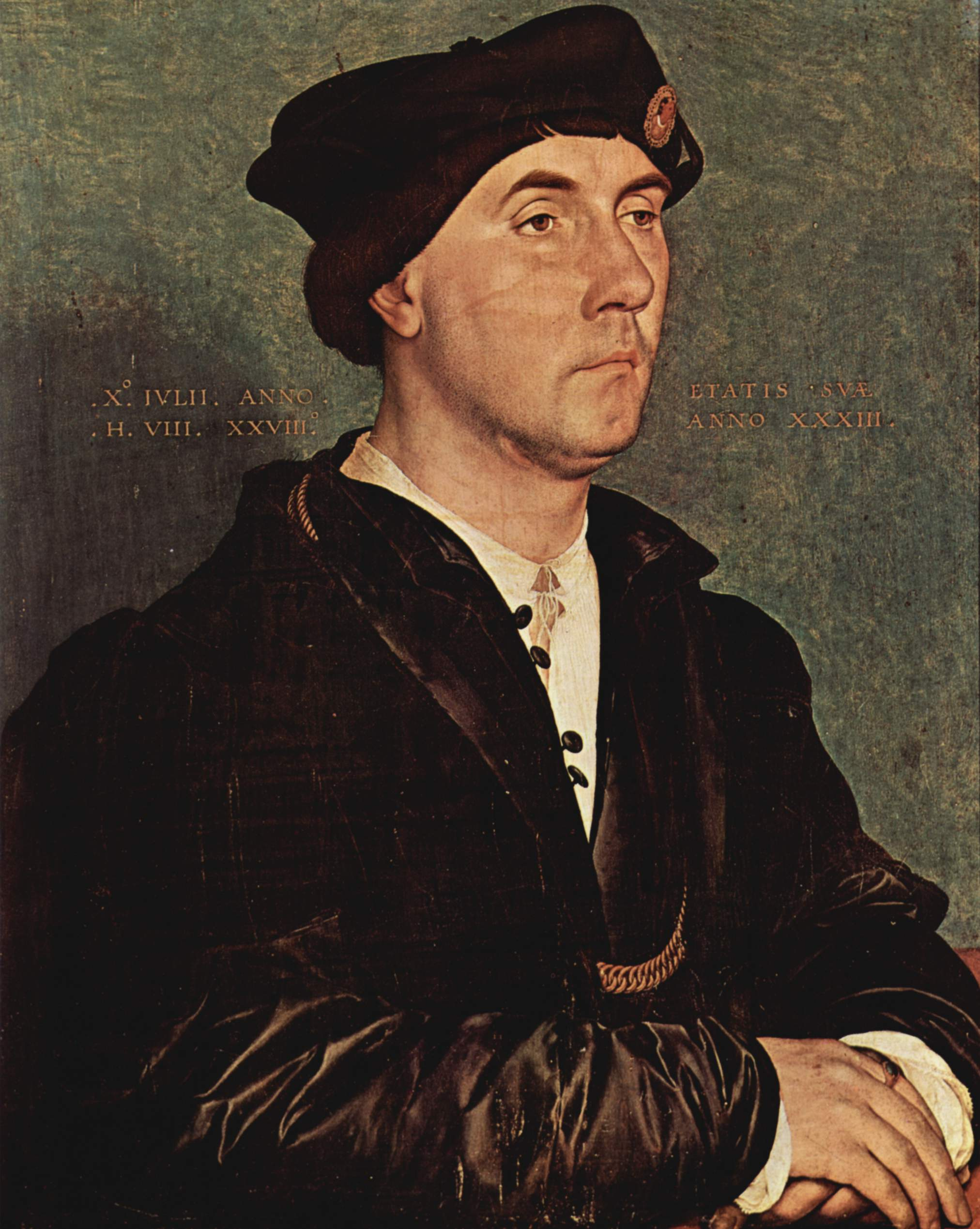
Portret van Sir Richard Southwell, 1536, tempera op hout, Uffizi, Florence
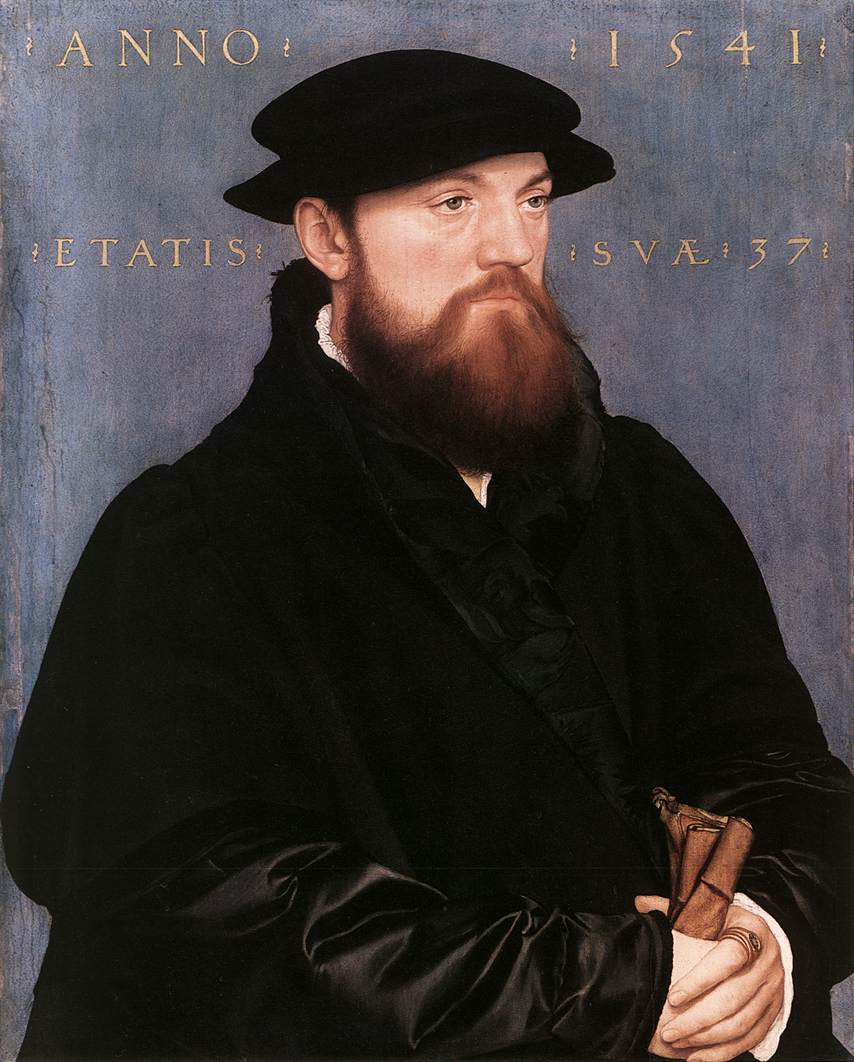
Portret van (mogelijk) Roelof de Vos van Steenwijk, 1541, Gemäldegalerie, Berlijn